# زولتان بيكي
زولتان بيكي (بالرومانية: Zoltán Beke)‏ (30 يونيو 1911 - 9 مارس 1994) لاعب كرة قدم روماني ذو أصول مجرية راحل كان يجيد اللعب في خط الهجوم.
لعب طوال مسيرته الرياضية في أندية تشينزول تيميشوارا (1928-1930) ريبنسيا تيميشوارا (1930-1941) تورنو سيفيرين (1941-1943) كولوشفاري (1943-1944).
مثل منتخب رومانيا في 6 مباريات (1931-1938). شارك مع منتخب رومانيا في بطولة كأس العالم 1934 في إيطاليا حيث خرج من الدور الثمن النهائي.
تولى تدريب أندية تورنو سيفيرين (1942-1943) (1946-1947) ستانتا تيميشوارا للشباب (1948-1965) إرا تيميشوارا (1965-1970).

## وصلات خارجية
- زولتان بيكي على موقع قاعدة بيانات كرة القدم.إي يو (الإنجليزية)
- زولتان بيكي على موقع ناشيونال فوتبول تيمز (الإنجليزية)

- سيرة ذاتية